# Provogue Records
Provogue Records is een Nederlands platenlabel dat gespecialiseerd is in rock en blues. Het werd begin jaren negentig opgericht door Jan van der Linden. Het maakt onderdeel uit van Mascot Label Group. Het label heeft muziek uitgebracht van onder meer Joe Bonamassa, Beth Hart, Eric Johnson, Robert Cray, Gov't Mule, Philip Sayce en Warren Haynes.

## Artiesten
- Bernie Marsden
- Beth Hart
- Beth Hart & Joe Bonamassa
- Eric Johnson
- Kenny Wayne Shepherd
- Gov't Mule
- JJ Grey & MOFRO[2]
- Joe Bonamassa
- Jonny Lang
- Leslie West
- Matt Schofield
- Michael Landau
- Michael Katon
- No Sinner[3]
- Omar Kent Dykes
- Philip Sayce
- Robert Cray
- Robben Ford
- Rob Tognoni
- Walter Trout
- The Rides
- Warren Haynes